# 島袋香菜
島袋 香菜（しまぶくろ かな、2000年2月16日 - ）は、日本のアイドルであり、ヤンチャン学園音楽部のメンバー。東京都出身。Showtitle所属。身長165 cm。血液型O型。

## 略歴
小学生時代、アイドル好きでNMB48のファンになる。中学生時代は吹奏楽部、高校生時代はチア部に入部。高校3年生の時、原宿・竹下通りの出口で、NMB48の所属事務所からスカウトされ、吉本興業系列のShowtitleに所属。大学進学後、サイゼリヤでアルバイトをしながら、大学4年生の時、『ミスヤングチャンピオン』のオーディションに出場、予選を1位で通過し、第12回ミスヤングチャンピオン2021グランプリを受賞。その後、ヤンチャン学園音楽部のメンバーとして活動し、『ヤングチャンピオン』の雑誌巻中グラビアなどに出演。

## 人物
- 愛称は、かなまる[12]。
- 好物は刺身[注 1]。好きなアーティストはNMB48[注 2]、EXILE[7]。
- 趣味は写真撮影[13]、YouTube鑑賞[2]。
- 特技は新体操[注 3]、水泳[注 4]、チアダンス、前後開脚[13]、Y字バランス、側転[2]。
- 夢はアイドル[5]。吉本坂46・2期生オーディションの3次審査合格者[14]。2024年度の目標はラジオ番組出演[15]。

## 出演

### テレビドラマ
- 監察医 朝顔（2021年3月15日・22日、フジテレビ） - 第18〜19話[2]
- 泣くな研修医（2021年5月29日、テレビ朝日） - 第6話[2]
- 新・ミナミの帝王（2022年3月22日、関西テレビ）- 第21作[2]

### その他のテレビ番組
- そんなコト考えたコトなかったクイズ トリニクって何の肉?（2019年5月28日、朝日放送テレビ）[2]
- 海好き（2020年10月31日、東京メトロポリタンテレビジョン）[2]

### 舞台
- 写ル君（2019年6月7日 - 9日、神保町花月）[2][16]
- GO, JET! GO! GO! PARADISE LIVE 3（2019年6月25日 - 7月1日、A-Garage） - Aチーム PL3[2][17]
- ミュージカル「HERO〜心戦組外伝〜」（2019年12月1日、草月ホール）[2]
- RAVE☆塾「かえってきたWteen」（2023年3月30日 - 4月2日、築地本願寺ブディストホール）[18]

### 広告
- 江崎グリコ 17アイス（2018年6月18日）[2]
- オロナミンC WEB動画（2018年10月）[2]
- 名古屋外国語大学ポスター（2020年7月1日）[2]
- 京都タワーサンド映像広告（2023年5月）[2]

### ネット配信
- シブオビ「〜宇田川未成年会議所〜」（2018年12月3日 - 、ひかりTVチャンネル+） - ウダガール火曜日レギュラー[2][19]
- 極楽山本・ロンブー亮のARIGATEENA TV（2022年5月15日、テレビ埼玉） - マシェバラリコメンドコーナー[20]

## 書籍

### デジタル写真集
- かなまると夏休み!（2022年8月1日、秋田書店）[21]
- ヤンチャン学園音楽部 島袋香菜・青科まき・伊集院あさひ グランプリガールズ（2023年3月1日、秋田書店）[22]
- なんか期待してる?（2024年8月1日、秋田書店）[23]